# Untere Burg (Kuchenheim)
Die Untere Burg Kuchenheim ist der Rest einer ehemaligen Wasserburg am Erftmühlenbach im Euskirchener Stadtteil Kuchenheim im Kreis Euskirchen in Nordrhein-Westfalen.
Die auf zwei Inseln angelegte Wasserburg direkt am Erftmühlenbach wurde erstmals 1482 schriftlich erwähnt. Das aus Bruchstein gemauerte Herrenhaus, die Hauptburg auf der kleineren Insel, war vermutlich ein Wohnturm und ist heute durch die Straße von der ehemaligen Vorburg mit dem Torhaus von 1573 geteilt.
Von der ehemaligen Burganlage zeugen heute nur noch geringe Reste.

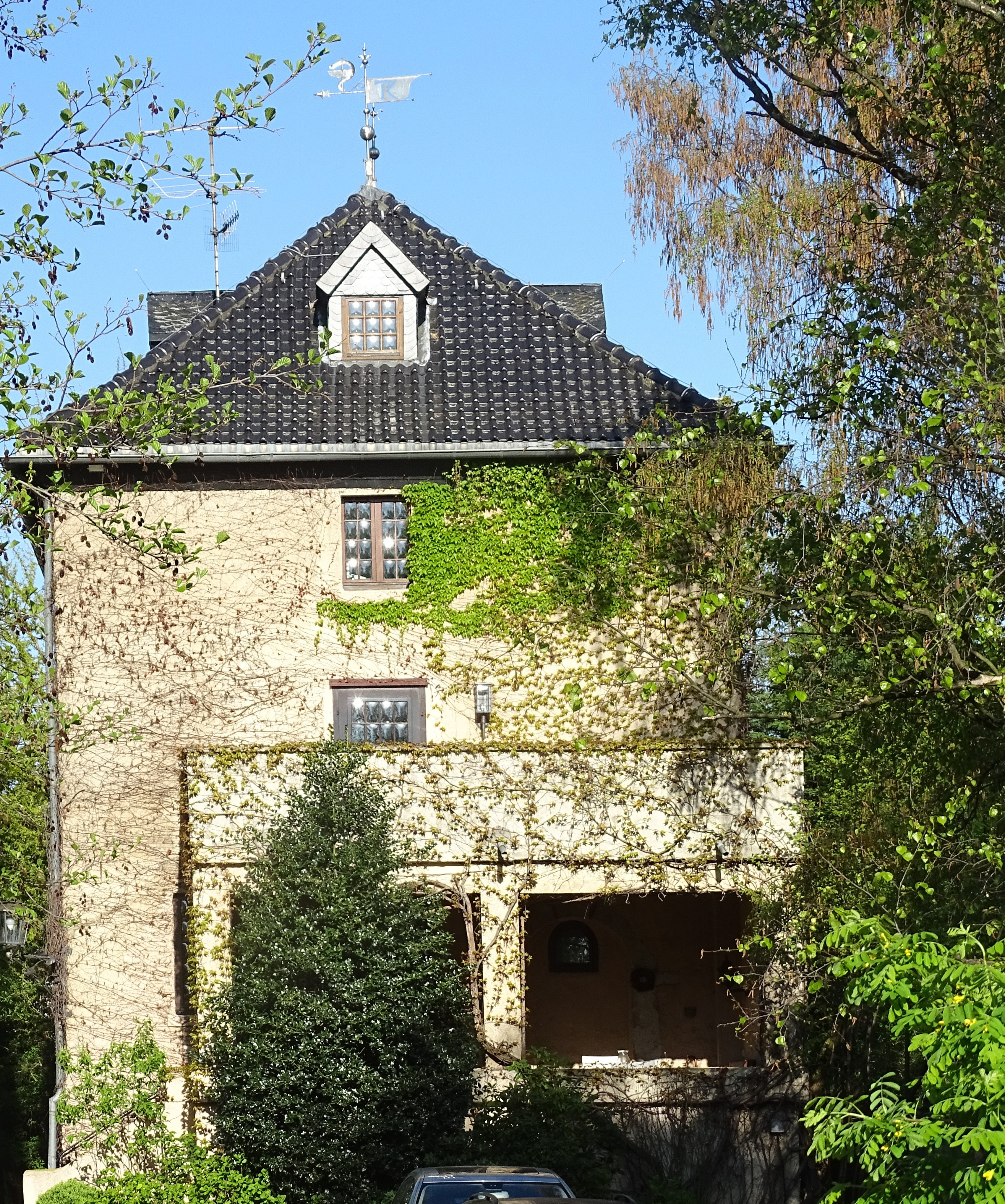
Herrenhaus (Hauptburg)
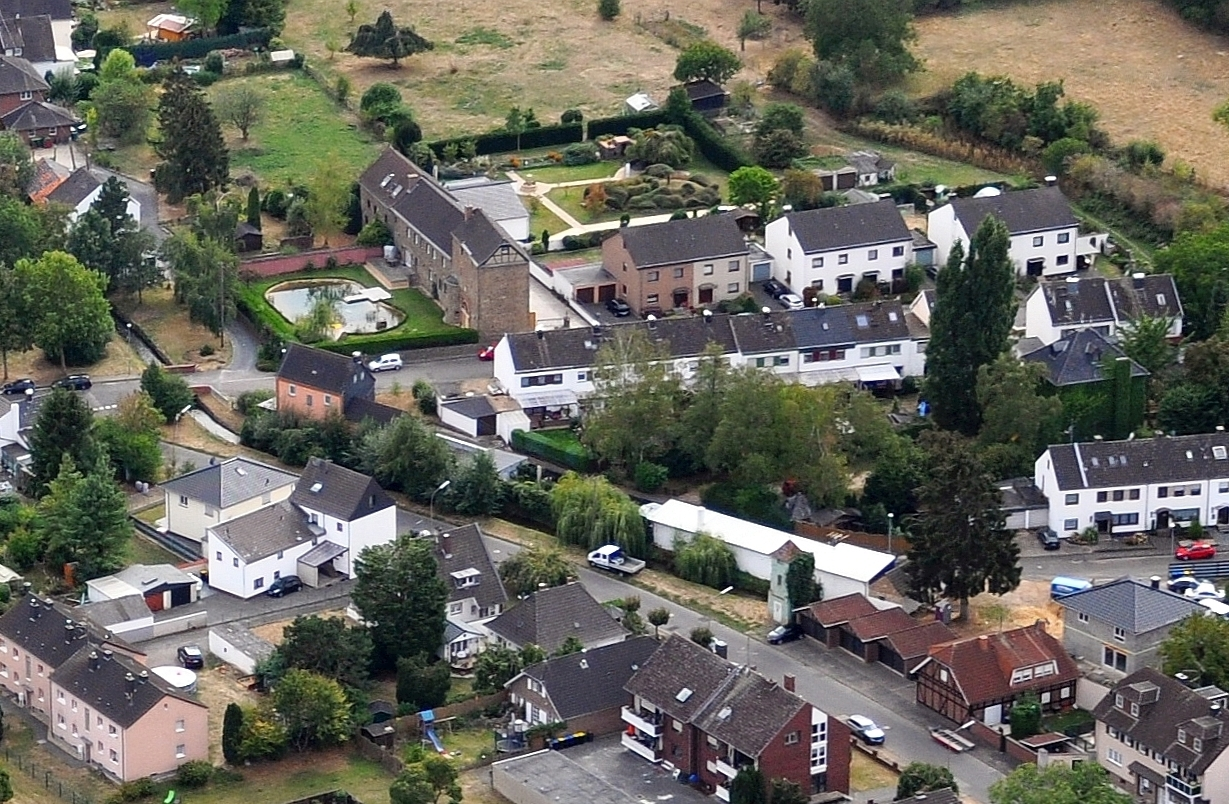
Vorburg mit  Erftmühlenbach (Luftbild)